# Naga (Volk)
Naga ist eine Sammelbezeichnung für über 30 Volksgruppen (der Adivasi) im Nordosten des indischen Subkontinents. Sie verteilen sich auf die heutigen Bundesstaaten Nagaland (seit 1963), Assam, Manipur und Arunachal Pradesh. Ein kleiner Teil lebt auch in der Sagaing-Region im Nordosten Myanmars. Ihre Gesamtzahl wurde im Jahr 2008 auf 3,5 bis 4 Millionen geschätzt, verteilt über 120.000 km².

## Geschichte

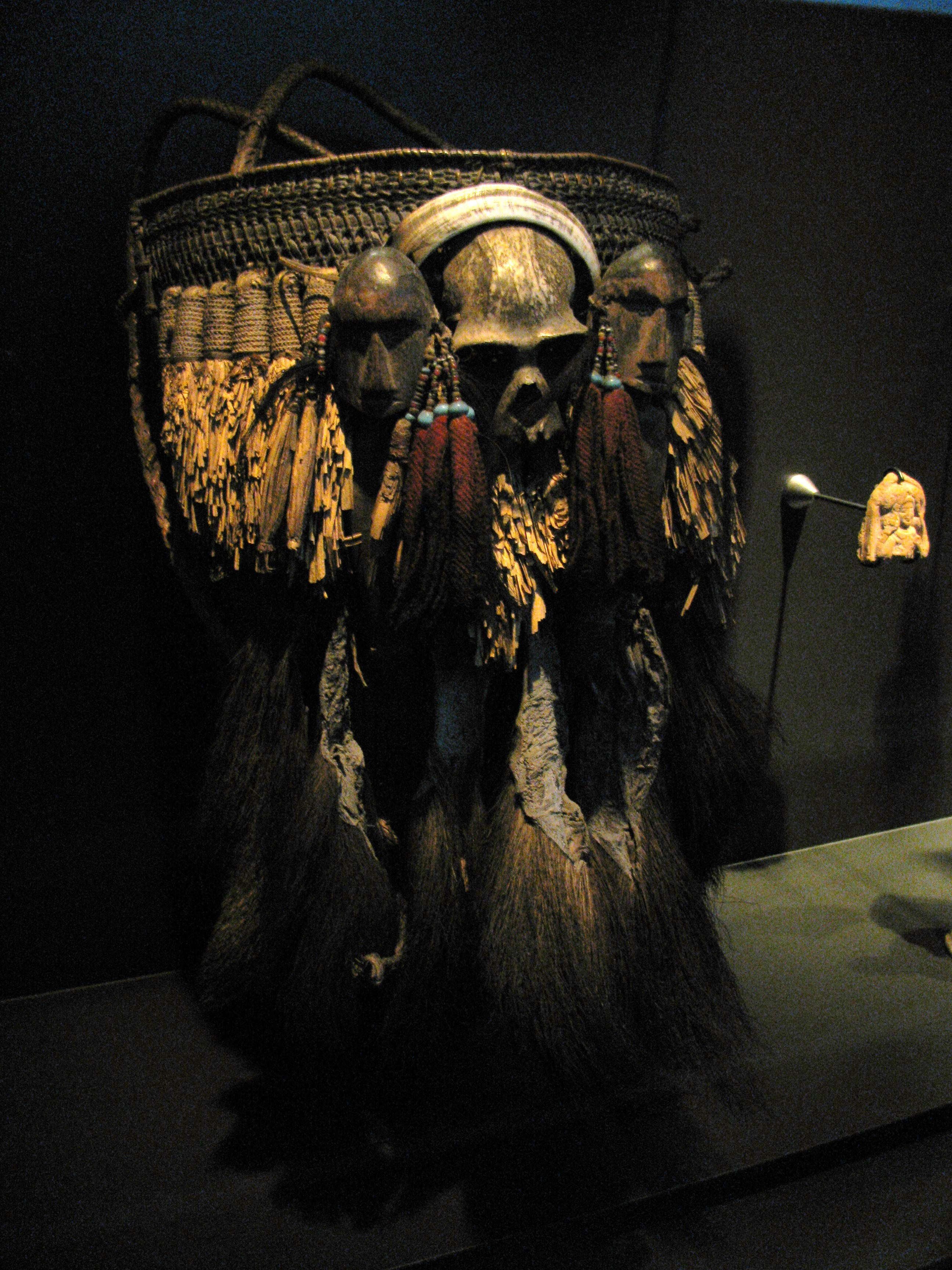
Zu zeremoniellen Zwecken genutzter Tragekorb der Konyak (mit Affenschädel)

### Herkunft
Die Naga sollen aus dem Osten vor dem 12. Jahrhundert zugewandert sein. Die mündliche Überlieferung behauptet, dass sie seit 52 Generationen ansässig seien. Sie werden bereits in den Chroniken des Königreichs Manipur und den Buranjees (offizielle Geschichtsschreibung) der Ahom genannt. Trotz kultureller Gemeinsamkeiten hat jede Ethnie eine eigene Sprache, eigene Institutionen und Traditionen. Aussagen über „die Naga“ müssen daher immer Verallgemeinerungen enthalten.
Die Naga an sich verfügten nie über ein gemeinsames eigenes Reich. Innerhalb der verschiedenen Gruppen, die sich in Clans (khel) unterteilen, war die Gesellschaft von aristokratisch bis demokratisch organisiert. Bei den Konyak ist das Wort des āng Gesetz. Vor der Ankunft der Briten (nach 1826/32) lebten die Gemeinschaften in dauerhaften Dörfern meist auf Bergrücken oder -gipfeln als Jäger und Sammler, die auch Brandrodung betrieben. Die Kopfjagd, die die Naga für Initiationsriten und zur Steigerung des Prestiges der Krieger ausübten, wurde von den Briten verboten. Die Junggesellen eines khel lebten in Gemeinschaftsunterkünften, genannt morungs. Geheiratet wurde exogam.
Landwirtschaftlich fortgeschrittenere Stämme wie die Angami, Sema und Tangkhul betrieben Nassreisbau und kannten Privateigentum. Anders als bei anderen Völkern der Region herrscht ein patrilineares Clan-System, Frauen waren aber gleichberechtigt und sprachen im Rat mit. Kriegerische Auseinandersetzungen mit den Assamesen kamen häufig vor.

### Kolonialherrschaft

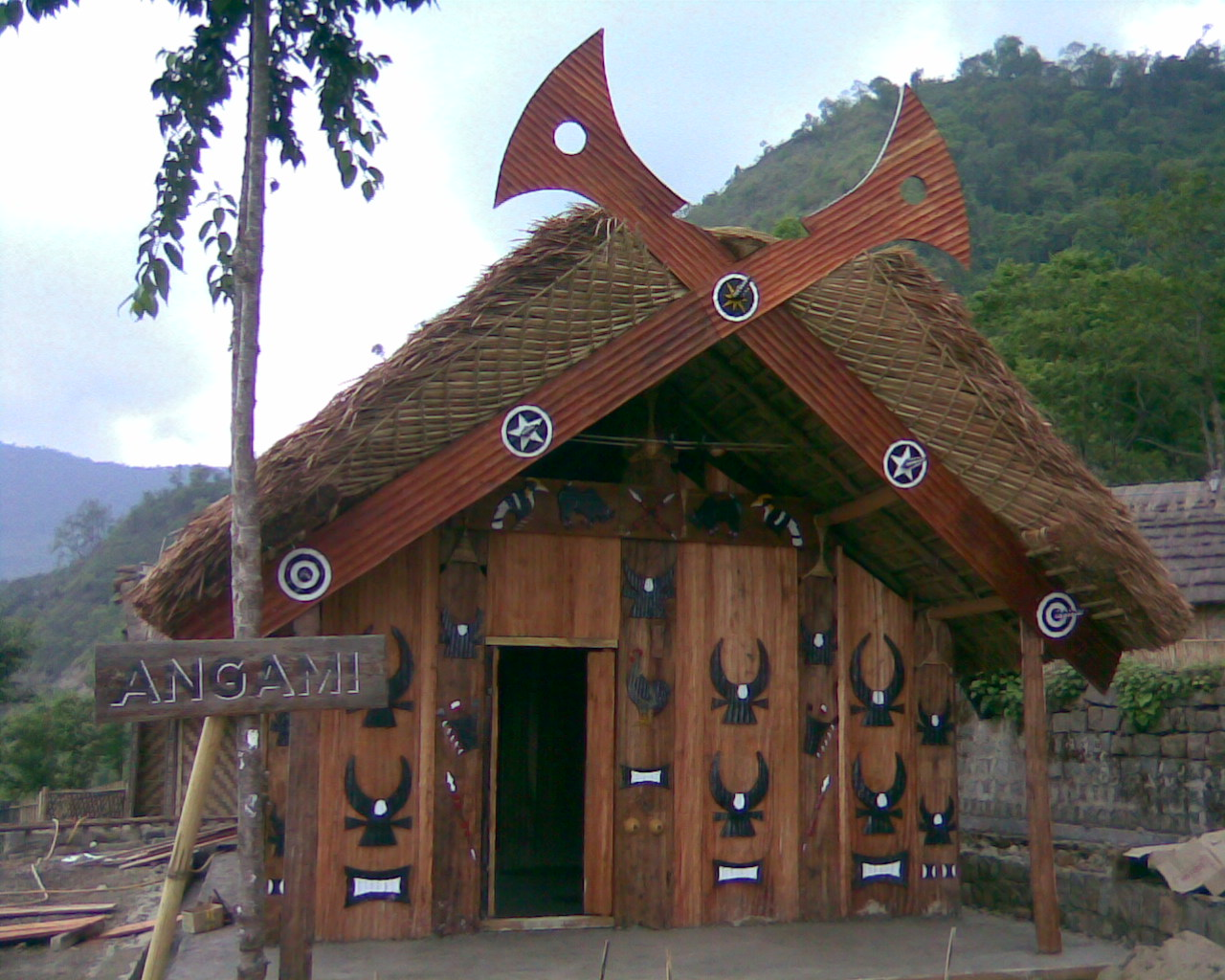
Traditionelle Angami-Hütte (im Museumsdorf bei Kohima)

Die Kolonialherren zeigten wenig Interesse an der gebirgigen Region, bis Plantagen für den Teeanbau angelegt wurden. Wegen des Verlusts großer Teile ihres Siedlungsgebiets und der Zuwanderung von Arbeitern kam es zu Auseinandersetzungen. Die Briten förderten die Ansiedlung von Angehörigen der Kuki und suchten die Unterstützung der Meitei-Könige von Manipur zum Schutz der wirtschaftlichen Interessen weißer Siedler. 1835–1851 führten mehrere militärische Expeditionen zur Unterwerfung. Endgültig besiegt waren die Naga nach dem Feldzug von Kohima 1879, gegen die rebellischen Kacha-Nagas.
Der ungehinderte Zuzug Außenstehender wurde durch die Einführung der „inner line“ 1873 stark beschränkt. Es war nun nötig, dass jeder Fremde eine Sondergenehmigung zur Einreise und Ansiedlung benötigte. Diese Genehmigungen wurden restriktiv meist nur Missionaren und Beamten erteilt. Später wurde für die Naga Hills eine eigene Distriktverwaltung und ein Naga Hills District Tribal Council eingerichtet, das für kommunale Selbstverwaltung, in den Dörfern, ausgeübt durch den Häuptling (chief), nach Naga-Traditionen zuständig war. Die abgelegene Tuensang Division und der Grenzbezirk Tirap blieben praktisch ohne jede Verwaltung. Mit der Außenwelt in Kontakt kam eine größere Anzahl Naga im Ersten Weltkrieg, als 4000 von ihnen für britischen Arbeitstruppen (labour corps) in verschiedenen Ländern ausgehoben und eingesetzt wurden. 1918 kam es zur Gründung des Naga Club als erster gemeinsamer politischer Organisation. Im Government of India Act 1935 wurden die Naga Hills als „excluded area“ definiert, wo die indischen Gesetze nicht galten, sondern weiter nach einheimischen Traditionen verwaltet wurde.  Eine der frühen ethnologischen Feldforschungen in Nagaland betrieb 1936 Christoph von Fürer-Haimendorf.

### Indische Herrschaft
Politisch organisierten sich die Naga seit 1946 im Naga National Council. Zunächst erreichten Imti Aliba Ao und Theyieu Sakhrie (ermordet im Januar 1956) unmittelbar vor der Unabhängigkeit ein Abkommen mit dem Gouverneur von Assam, Sir Akbar Hydari, das in neun Punkten eine Autonomie der Nagas sicherte. Als dieses gebrochen wurde, erklärte man noch am 14. August 1947 ein unabhängiges „Nagaland“. Zunächst kam es zu einer Phase passiven Widerstands. Ab 1956 begann der bewaffnete Kampf gegen die Zentralregierung. Indische Sicherheitskräfte fackelten in den Jahren 1955/56 645 der damals 851 Naga-Dörfer ab. 1963 schuf man durch Ausgliederung des assamesischen Distrikts Naga Hills und Tuensang aus der North-East Frontier Agency einen eigenen Bundesstaat Nagaland. Mit dem Shillong Accord 1975 wurde die Autonomie weiter gefestigt. Dies erschien den radikaleren Kräften nicht genug, die bis heute für ein „Groß-Nagaland“ (Nagalim) kämpfen. Menschenrechtsorganisationen schätzen, dass seit 1956 fast 100.000 Naga durch indische Sicherheitskräfte oder in interfraktionellen Kämpfen getötet wurden. Unzählige Vergewaltigungen, Brandschatzungen und Folterungen sind belegt.
Seit etwa 1990 werden die Naga durch den Einfluss moderner Massenmedien und verbesserter Transportwege in den indischen Mainstream immer stärker eingebunden. Sie organisierten ihre Interessen in verschiedenen Organisationen wie Naga Hoho, Naga Mothers Association, Naga Students Federation (NSF), Naga People’s Movement for Human Rights (NPMHR), United Committee of Manipur (UCM), All Naga Students’ Association of Manipur (ANSAM) usw.

## Etymologie
Woher der Begriff Naga stammt, war lange Zeit strittig. Eine ältere Theorie besagt, dass er ‚nackt‘ bedeutet, nach einer anderen wird eine Verbindung zum Sanskrit-Wort nāga ‚Schlange‘ vermutet. Heute geht man davon aus, dass der Begriff Naga aus dem birmanischen na ka ‚durchlöchertes Ohr‘ entstanden ist. Tatsächlich hatten viele Nagastämme ihre Ohren durchlöchert, um sie bei rituellen Tänzen mit Baumwollbüscheln zu schmücken.

## Religion
In der animistischen Naga-Religion gab es das Konzept eines übermächtigen Schöpfers und zahlreicher kleinerer Gottheiten. Sonne und Mond hatten eine religiöse Bedeutung und die Natur galt als von unsichtbaren Kräften belebt.
Die Naga wurden ab dem späten 19. Jahrhundert hauptsächlich von amerikanischen Baptisten-Missionaren christianisiert. Die Baptisten sind im Nagaland Baptist Church Council organisiert. Die lokalen Bräuche, Kleidung usw. wurden teils hart unterdrückt. Andere christliche Religionsgemeinschaften bilden kleine Minderheiten. In ihrer Kernregion Nagaland haben die Nagas an der Gesamtbevölkerungszahl von über 2 Millionen den weit überwiegenden Anteil. Nach den Volkszählungen von 1991 und 2001 leben in Nagaland knapp 90 Prozent Christen, etwa 10 Prozent Hindus und knapp 2 Prozent Muslime.
Heute kommt es zu einem gewissen Revival des kulturellen Erbes, das jedoch folkloristische Züge trägt. So werden heute auf dem jährlichen Hornbill Festival wieder Kopfjagdtänze für Touristen aufgeführt.

### Haraka-Kult
Der Haraka-Kult war 1929–33 eine kurzlebige politisch-religiöse Bewegung, die auf einer Mischung aus animistischen und hinduistischen Glaubenssätzen fußte. Er fand besonders unter den Zemi, Liangmei und Rongmei Anhänger. Die Gläubigen wurden als Khampai bezeichnet. Zu dieser Zeit führte der rapide Verfall von Preisen für landwirtschaftlichen Güter durch die von Spekulanten an der Wall Street ausgelöste Weltwirtschaftskrise zu großen Schwierigkeiten. Der Weltkriegsveteran Jadunang (aus dem Dorf Puilon) predigte über ein Gottesreich des Tingwang auf Erden, in dem es Freiheit mit gleichen Rechten und Pflichten für alle geben sollte. Er predigte zudem die Befreiung vom britischen Joch. Die Lehre drang auch nach Birma vor, wo sie zur Inspiration für den Aufstand des Saya San wurde.
Nachdem einige Einwohner in den Ebenen getötet worden waren, rückten die Briten mit Truppen gegen die Sekte vor. Jadunang wurde verhaftet und am 29. August 1931 in Imphal hingerichtet. Die Bewegung, die sich nun in eine Revolte wandelte, wurde von Rani Gaidinliu (* 27. Januar 1915) weitergeführt, bis auch sie Anfang 1933 verhaftet wurde und wegen „Gründung eines abscheulichen Kultes“ und Aufstandes in Assam ins Gefängnis kam (S. 18 f.). Sie verbrachte fast 20 Jahre im Gefängnis und trat noch 1991 als Freiheitskämpferin an der Spitze der Zeliang People's Convention auf.

## Ethnische Gliederung und Verteilung

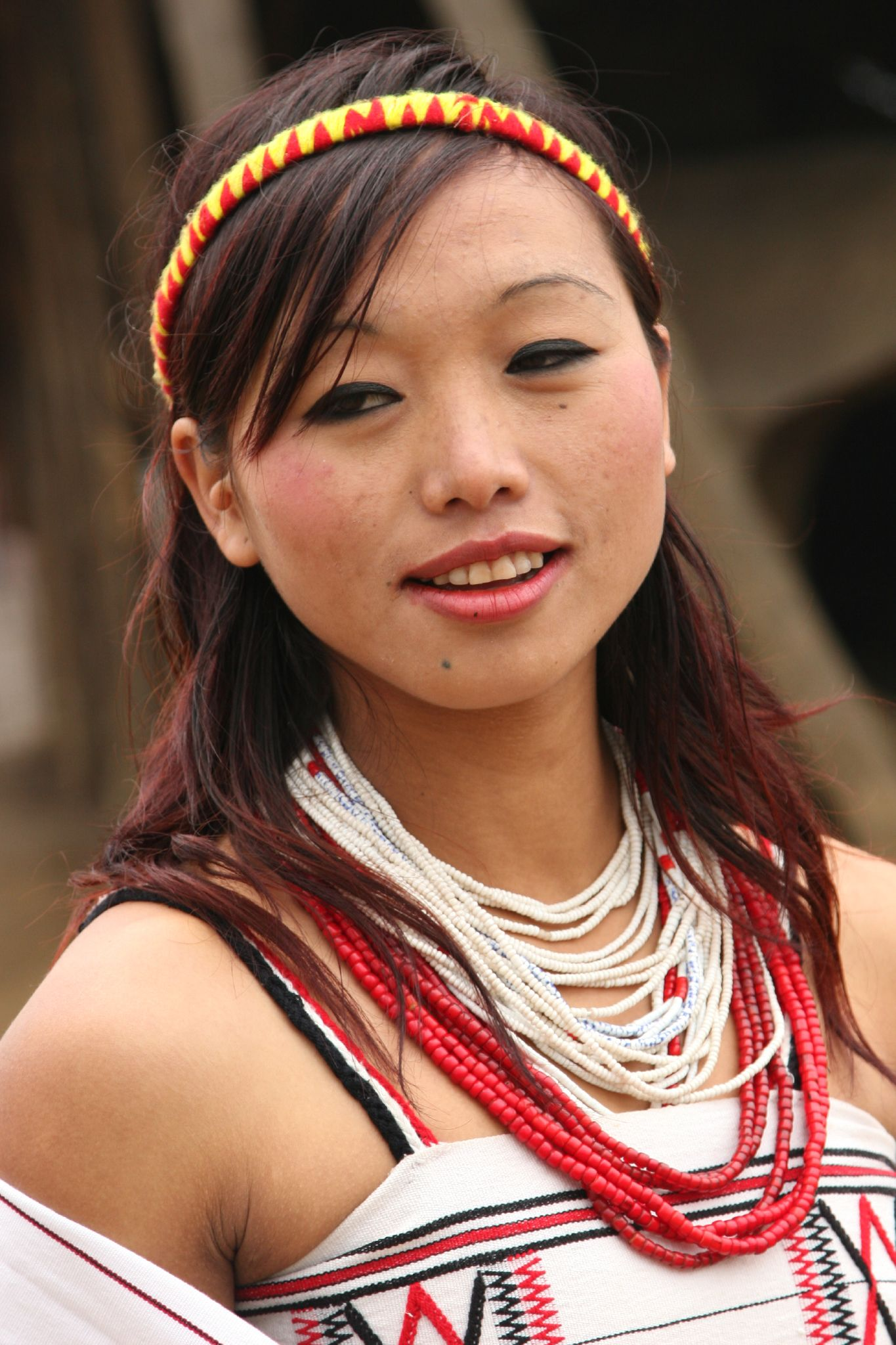
Frau der Yimchuger-Naga aus dem Dorf Kutur

Verschiedene Ethnien dominieren in den folgenden Distrikten:
- Kohima: Angami
- Phek: Chakhesang
- Jaluka: Zeliang
- Dimapur: (gemischter Distrikt mit großem Anteil von Assamesen)
- Wokha: Lotha (Kyong)
- Zunheboto: Sema (10 % Anteil an der Gesamt-Nagazahl)
- Mokokchung: Ao (mit 11 % die größte Gruppe); auch Lothas und Sema
- Tuensang: Chang, Yimchungrü, Khiamniungan, Northern Sangtam
- Mon: Konyak (9 %)
- Kiphire: südliche Sangtam, Yimchungrü

Es handelt sich teils um Selbst-, teils um Fremdbezeichnungen. Einige Gruppen haben sich seit Beginn der britischen Kolonialherrschaft neue Verbündete gesucht, so sind die Chakhesang ein Zusammenschluss von Chakru, Kheza, Sangtam und einigen Rengma. Ebenso liegt die Herkunft der Zeliangs im Zusammenschluss von Zemi, Liangmai u. a. Die bedeutende Ethnie der Konyak ist in zwei Gruppen geteilt, eine wird autokratisch regiert, die andere regiert sich demokratisch.
Der Lebensraum der Naga ist ländlich geprägt, jedoch können ihre Dörfer bis zu 5000 Einwohner umfassen. In früherer Zeit waren sie umzäunt und hatten Eingangstore. Die Häuser, oft auf Stelzen, sind bei den Ao und Lothas entlang der Straßen angelegt.

## Sprachen
Die gut 30 Naga-Sprachen, mit ihren wohl 60 Dialekten, gehören zur tibetobirmanischen Sprachfamilie. Als Handelssprache verwenden die Naga meist eine Pidgin-Sprache, die auf dem Assamesischen, Bengali und Nepali basiert und im Englischen als Nagamese bezeichnet wird. Vielfach wird in den Schulen aber Hindi und Englisch gelehrt.

## Ausstellungen
- Naga Land – Stimmen aus Nordost Indien. Ausstellung im Humboldt Forum, Berlin, bis 15. September 2024. Die älteste ethnologische Sammlung zur Nagakultur befindet sich im Berliner Ethnologischen Museum, heute Teil des Humboldt Forums.